# Lípa v Meziboří (Okružní ulice)
Lípa v Meziboří v Okružní ulici je jeden ze dvou památkově chráněných stromů ve městě Meziboří v okrese Most. Jedná se o lípu malolistou, která roste  v Okružní ulici nedaleko budovy základní školy. Lípa má dva kmeny o obvodu 3,07 a 1,89 m. Výška stromu je 16,5 m.

## Další vzácné stromy na Mostecku
- Albrechtický dub – zaniklý chráněný dub u bývalé obce Albrechtice
- Borovice Schwerinova v Mostě - chráněný strom
- Dub pod Resslem - chráněný strom
- Jírovec v Šumné u Litvínova - chráněný strom
- Lipová alej v Mostě – chráněná alej u Oblastního muzea v Mostě
- Lípa v Lužici (okres Most) - chráněný strom
- Lípy v Horní Vsi u Litvínova - chráněné stromy
- Lípy v Janově u Litvínova  - chráněné stromy
- Lípa v Šumné u Litvínova - chráněný strom
- Lípa v Meziboří (Potoční ulice) - chráněný strom
- Žeberská lípa – nejstarší strom v okrese Chomutov